# Intervenções estrangeiras da União Soviética
Ao longo da sua história, a União Soviética interveio em países estrangeiros em inúmeras ocasiões.

Bloco do Leste

## Invasões do Afeganistão (1929-1930)
Duas invasões soviéticas do Afeganistão ocorreram entre 1929 e 1930.
A primeira intervenção foi uma operação especial destinada a apoiar o rei deposto do Afeganistão, Amanullah Khan, numa guerra civil contra os Saqqawistas e os Basmachi. Os soviéticos ocuparam a província de Balkh, mas retiraram-se depois que o rei fugiu do país. Assim, os Saqqawistas assumiram o controle em janeiro de 1929.
A segunda intervenção ocorreu depois que o governo Saqqawista afegão permitiu que os insurgentes Basmachi (um movimento islâmico anti-russo) operassem a partir do norte do Afeganistão contra os soviéticos. Apesar da derrubada do governo Saqqadista em outubro de 1929 e da restauração da monarquia, as bases Basmachi permaneceram no norte do Afeganistão com ameaças de declarar independência do Afeganistão. Como tal, o novo governo afegão concordou com uma intervenção soviética até junho de 1930. O resultado foi que as bases Basmachi foram em grande parte destruídas.

## Invasão da China (1934)
Em 1934, as tropas de Ma Zhongying, apoiadas pelo governo do Kuomintang da República da China, estavam prestes a derrotar o cliente soviético Sheng Shicai durante a Batalha de Ürümqi (1933–34) na Rebelião de Kumul.
Ma Zhongying, um Hui (muçulmano chinês), já havia frequentado a Academia Militar Whampoa em Nanjing em 1929, quando esta era dirigida por Chiang Kai-shek, que também era o chefe do Kuomintang e líder da China.  
Ma Zhongying foi então enviado de volta para Gansu após se formar na academia e lutou na Rebelião Kumul, onde, com o apoio tácito do governo Kuomintang da China, tentou derrubar o governo provincial pró-soviético, liderado primeiramente pelo governador Jin Shuren e depois por Sheng Shicai. Ma invadiu Xinjiang em apoio aos leais ao Canato de Kumul e recebeu aprovação oficial e designação do Kuomintang como a 36ª Divisão.
No final de 1933, o comandante provincial chinês Han, o General Zhang Peiyuan, e seu exército desertaram do governo provincial para o lado de Ma Zhongying e se juntaram a ele na guerra contra o governo provincial de Jin Shuren.
Em 1934, duas brigadas de cerca de 7.000 soldados soviéticos da GPU, apoiados por tanques, aviões e artilharia com gás mostarda, cruzaram a fronteira para ajudar Sheng Shicai a ganhar o controle de Xinjiang. As brigadas foram denominadas "Altayiiskii" e "Tarbakhataiskii".  O exército manchu de Sheng estava sendo severamente derrotado por uma aliança do exército chinês Han liderado pelo general Zhang Peiyuan e pela 36ª Divisão liderada por Ma Zhongying.  Ma lutou sob a bandeira do governo da República do Kuomintang da China. A força conjunta soviética e russa branca era chamada de "Voluntários de Altai". Os soldados soviéticos disfarçaram-se com uniformes sem marcações e foram dispersos entre os russos brancos. 
Apesar de seus primeiros sucessos, as forças de Zhang foram derrotadas em Kulja e Chuguchak, e ele cometeu suicídio após a batalha na Passagem de Muzart para evitar a captura.
Embora os soviéticos fossem superiores à 36ª Divisão em mão de obra e tecnologia, eles foram contidos por semanas e sofreram graves baixas. A 36ª Divisão conseguiu impedir que as forças soviéticas fornecessem equipamento militar a Sheng. As tropas muçulmanas chinesas lideradas por Ma Shih-ming conseguiram conter as forças superiores do Exército Vermelho, armadas com metralhadoras, tanques e aviões, durante cerca de 30 dias. 
Neste ponto, Chiang Kai-shek estava pronto para enviar Huang Shaohong e sua força expedicionária que ele reuniu para ajudar Ma Zhongying contra Sheng, mas quando Chiang ouviu sobre a invasão soviética, ele decidiu se retirar para evitar um incidente internacional se suas tropas enfrentassem diretamente os soviéticos. 

## Guerra de Inverno (1939–40)

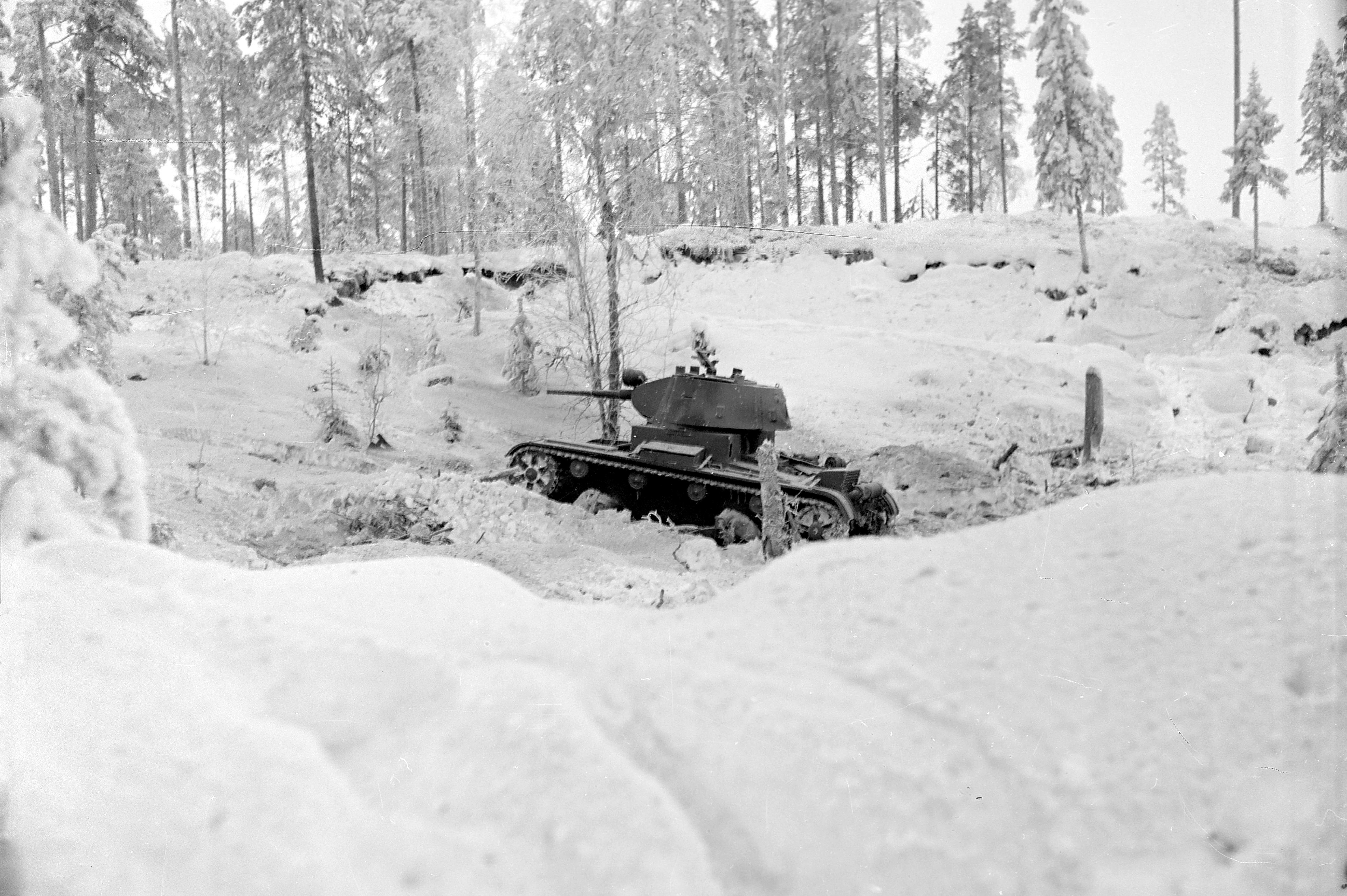
T-26 soviético modelo 1937 "avançando agressivamente", conforme descrito pelo fotógrafo, no lado leste do rio Kollaa durante a batalha de Kollaa

Em 30 de novembro de 1939, a União Soviética invadiu a Finlândia, três meses após a eclosão da Segunda Guerra Mundial, e terminou três meses e meio depois com o Tratado de Paz de Moscou, em 13 de março de 1940. A Liga das Nações considerou o ataque ilegal e expulsou a União Soviética da organização.

## Segunda Guerra Mundial (1939–45)
A política da União Soviética durante a Segunda Guerra Mundial foi a neutralidade até agosto de 1939, seguida de relações amistosas com a Alemanha, a fim de dividir a Europa Oriental. A URSS ajudou a fornecer petróleo e munições à Alemanha enquanto os seus exércitos avançavam pela Europa Ocidental em maio-junho de 1940. Apesar dos repetidos avisos, Stalin recusou-se a acreditar que Hitler estivesse planejando uma guerra total contra a URSS.  Stalin ficou atordoado e temporariamente indefeso quando Hitler invadiu o país em junho de 1941. Stalin rapidamente chegou a um acordo com a Grã-Bretanha e os Estados Unidos, consolidado através de uma série de reuniões de cúpula. Os EUA e a Grã-Bretanha forneceram materiais de guerra em grande quantidade através do Lend-Lease.  Houve alguma coordenação de ação militar, especialmente no verão de 1944.  
Em 1944-45, o Exército Vermelho ocupou total ou parcialmente a Roménia, a Bulgária, a Hungria, a Jugoslávia, a Polónia, a Checoslováquia, a Áustria, a Dinamarca, a Finlândia e a Noruega. 
Conforme acordado com os Aliados na Conferência de Teerã em novembro de 1943 e na Conferência de Yalta em fevereiro de 1945, a União Soviética entrou no Teatro do Pacífico da Segunda Guerra Mundial três meses após o fim da guerra na Europa. A invasão começou em 9 de agosto de 1945, exatamente três meses após a rendição alemã em 8 de maio (9 de maio, 0:43, horário de Moscou). Embora o início da invasão tenha ocorrido entre o bombardeio atômico americano de Hiroshima, em 6 de agosto, e apenas algumas horas antes do bombardeio de Nagasaki, em 9 de agosto, o momento da invasão havia sido planejado com bastante antecedência e foi determinado pelo momento dos acordos em Teerã e Yalta, o acúmulo de longo prazo de forças soviéticas no Extremo Oriente desde Teerã e a data da rendição alemã cerca de três meses antes; em 3 de agosto, o marechal Vasilevsky relatou ao primeiro-ministro Joseph Stalin que, se necessário, ele poderia atacar na manhã de 5 de agosto. Às 23h00, horário Trans-Baikal (UTC+10), em 8 de agosto de 1945, o ministro das Relações Exteriores soviético Vyacheslav Molotov informou ao embaixador japonês Naotake Satō que a União Soviética havia declarado guerra ao Japão e que, a partir de 9 de agosto, o governo soviético se consideraria em guerra com o Japão. 

## Guerra fria

### Guerra da Coreia (1950–53)
Embora não tenha sido oficialmente beligerante durante a Guerra da Coreia (1950–53), a União Soviética desempenhou um papel significativo e secreto no conflito; forneceu materiais e serviços médicos, bem como pilotos e aeronaves soviéticas, principalmente caças MiG-15, para ajudar as forças norte-coreanas e chinesas contra as forças das Nações Unidas. Os soviéticos reivindicaram 510 aeronaves da ONU abatidas apenas no primeiro ano da guerra e um total de 1.300 durante toda a guerra, perdendo apenas 345 das suas. 

## Revolução Húngara de 1956

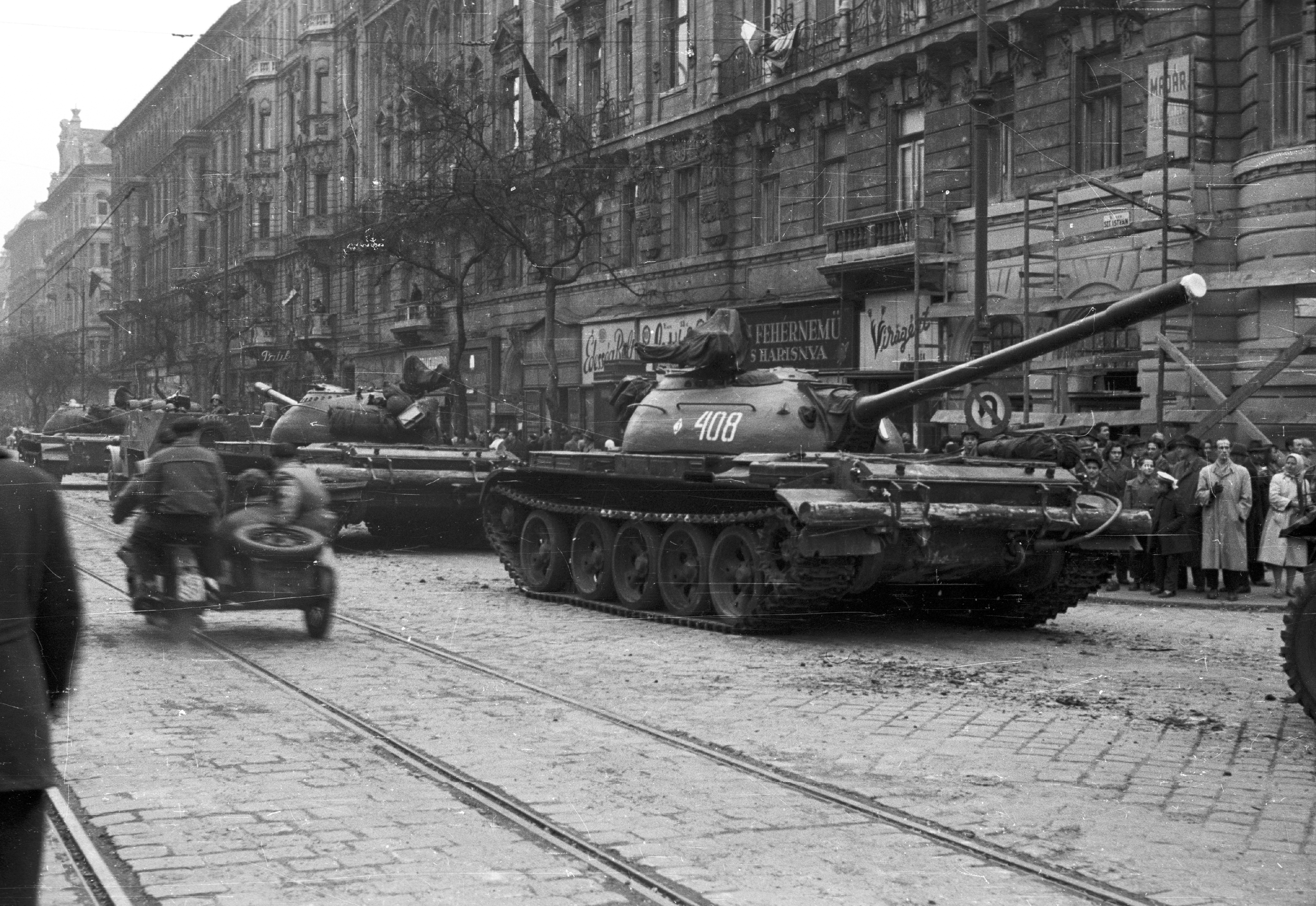
Tanques soviéticos T-54 em Budapeste em 31 de outubro

Depois que o ditador húngaro stalinista Mátyás Rákosi foi substituído por Imre Nagy após a morte de Stalin  e o reformista polonês Władysław Gomułka foi capaz de aprovar alguns pedidos reformistas,  um grande número de húngaros protestantes compilaram uma lista de demandas,  incluindo eleições livres com voto secreto, tribunais independentes e inquéritos sobre Stalin e Rákosi. Sob as ordens do ministro da defesa soviético, Georgy Zhukov, os tanques soviéticos entraram em Budapeste.  Os ataques dos manifestantes ao Parlamento forçaram o colapso do governo apoiado pelos soviéticos. 
O novo governo que chegou ao poder durante a revolução dissolveu formalmente a polícia secreta húngara, declarou sua intenção de se retirar do Pacto de Varsóvia e prometeu restabelecer eleições livres. O Politburo Soviético moveu-se então para esmagar a revolução com uma grande força Soviética invadindo Budapeste e outras regiões do país.  Aproximadamente 200.000 húngaros fugiram da Hungria,  cerca de 26.000 húngaros foram levados a julgamento pelo novo governo de János Kádár, instalado pelos soviéticos, e, desses, 13.000 foram presos.  Imre Nagy foi executado, juntamente com Pál Maléter e Miklós Gimes, após julgamentos secretos em junho de 1958. Em janeiro de 1957, o governo húngaro reprimiu toda a oposição pública. 

## Invasão da Tchecoslováquia (1968)

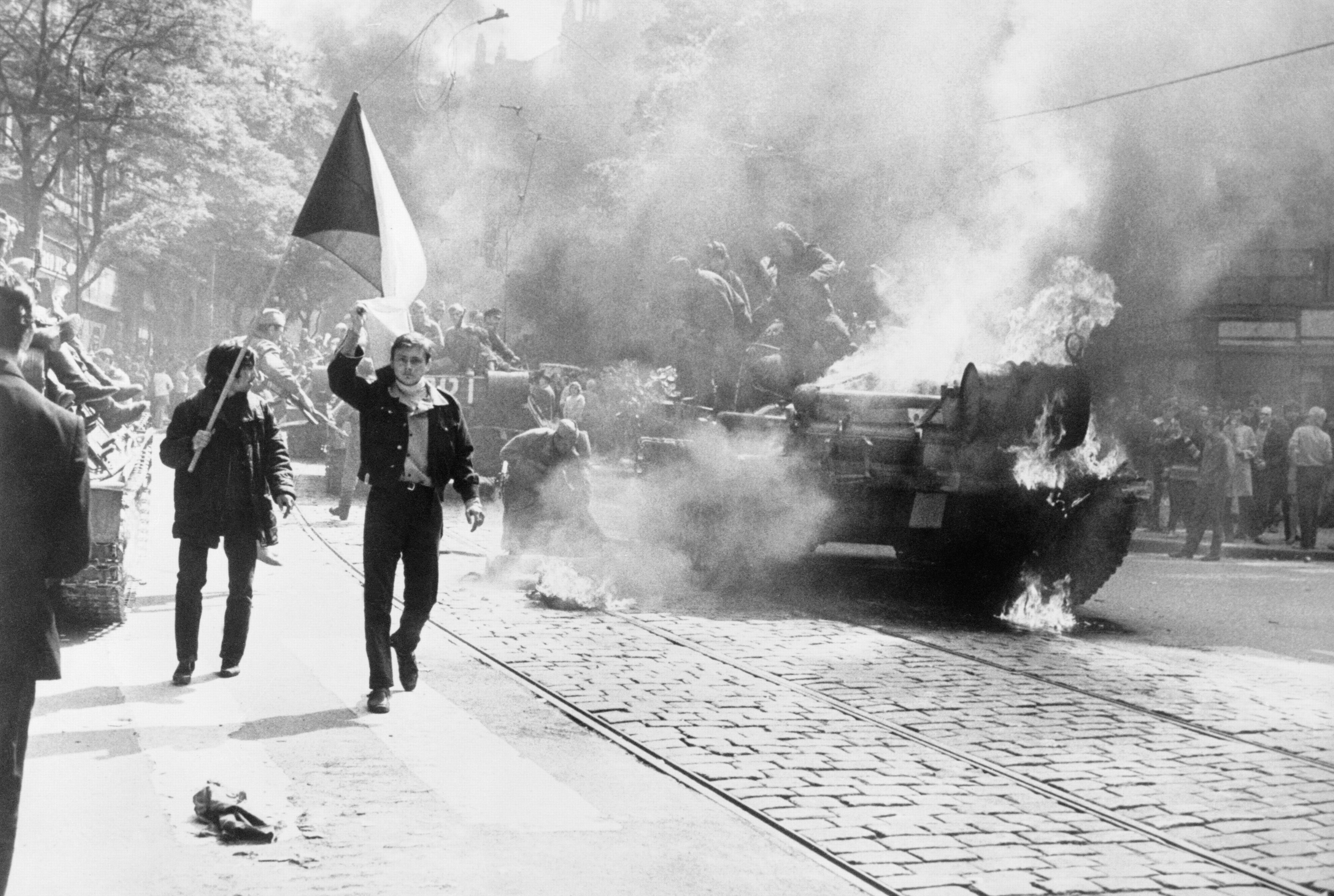
Os checoslovacos carregam a sua bandeira nacional diante de um tanque soviético em chamas em Praga.

Um período de liberalização política ocorreu em 1968 no país do Bloco Oriental, a Checoslováquia, denominado Primavera de Praga. O evento foi estimulado por vários acontecimentos, incluindo reformas económicas que abordaram uma crise económica no início da década de 1960.   Em Abril, o líder checoslovaco Alexander Dubček lançou um "Programa de Ação" de liberalizações, que incluía o aumento da liberdade de imprensa, da liberdade de expressão e da liberdade de circulação, juntamente com uma ênfase económica nos bens de consumo, a possibilidade de um governo multipartidário e a limitação da poder da polícia secreta.   A reação inicial dentro do Bloco de Leste foi mista, com János Kádár, da Hungria, expressando apoio, enquanto o líder soviético Leonid Brezhnev e outros ficaram preocupados com as reformas de Dubček, que temiam que pudessem enfraquecer a posição do Bloco de Leste durante a Guerra Fria.   Em 3 de agosto, representantes da União Soviética, Alemanha Oriental, Polónia, Hungria, Bulgária e Checoslováquia reuniram-se em Bratislava e assinaram a Declaração de Bratislava, declaração essa que afirmava a fidelidade inabalável ao marxismo-leninismo e ao internacionalismo proletário e declarava uma luta implacável contra a ideologia "burguesa" e "todas as forças anti-socialistas". 
Na noite de 20 para 21 de agosto de 1968, os exércitos do Bloco de Leste de quatro países do Pacto de Varsóvia – a União Soviética, a Bulgária, a Polónia e a Hungria – invadiram a Checoslováquia.   A invasão estava em conformidade com a Doutrina Brezhnev, uma política que obrigava os estados do Bloco de Leste a subordinar os interesses nacionais aos do Bloco como um todo e o exercício do direito soviético de intervir se um país do Bloco de Leste parecesse mudar para o capitalismo.   A invasão foi seguida por uma onda de emigração, incluindo cerca de 70.000 checos que inicialmente fugiram, com o total eventualmente atingindo 300.000.  Em abril de 1969, Dubček foi substituído como primeiro secretário por Gustáv Husák, e um período de "normalização" começou.  Husák reverteu as reformas de Dubček, expurgou o partido dos membros liberais, demitiu opositores de cargos públicos, restabeleceu o poder das autoridades policiais, procurou recentralizar a economia e restabeleceu a proibição de comentários políticos nos meios de comunicação social tradicionais e por pessoas que não são consideradas como tendo "plena confiança política".   A imagem internacional da União Soviética sofreu consideravelmente, especialmente entre os movimentos estudantis ocidentais inspirados pela "Nova Esquerda" e os estados não alinhados. A República Popular da China de Mao Zedong, por exemplo, condenou tanto os soviéticos quanto os americanos como imperialistas.

## Guerra do Vietnã(1964-1975)

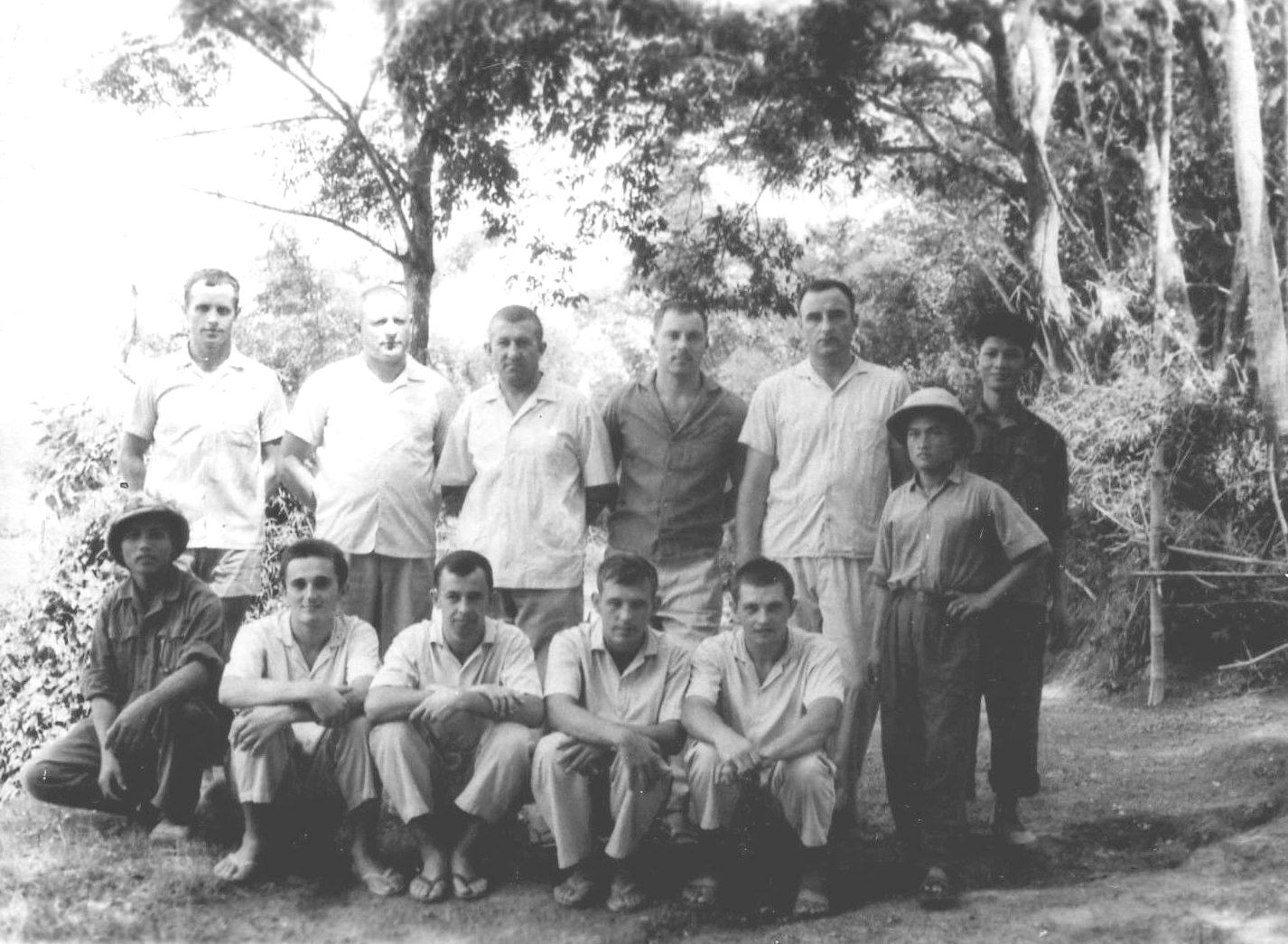
Um regimento de conselheiros militares soviéticos do 238º Regimento de Mísseis de Defesa Aérea do Exército Popular do Vietnã.

Cerca de 3.300 especialistas militares soviéticos, entre eles spetsnaz, foram enviados ao Sudeste Asiático 
durante a Guerra do Vietnã.  No Vietnã do Sul, persistiram durante anos rumores de que homens com olhos azuis teriam sido vistos fazendo missões de reconhecimento e testando seus novos rifles de precisão SVD Dragunov. John Stryker Meyer estava 
no Grupo de Estudos e Observação RT Idaho e teve dois encontros com o que eles acreditavam serem unidades spetsnaz operando no Laos em 1968.

## Invasão do Afeganistão (1979–89)

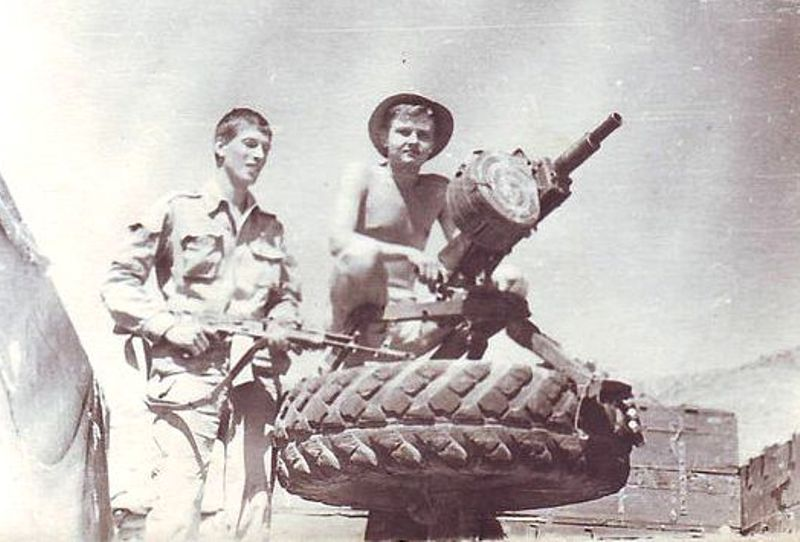
Infantaria soviética no momento da implantação

Durante o golpe de estado de 1978 no Afeganistão, onde o partido comunista tomou o poder, iniciou uma série de reformas radicais de modernização em todo o país que foram forçadas e profundamente impopulares, especialmente entre a população rural mais tradicional e as estruturas de poder tradicionais estabelecidas.  A natureza do regime  de suprimir vigorosamente a oposição, incluindo a execução de milhares de presos políticos, levou ao surgimento de grupos armados antigovernamentais e, em Abril de 1979, grandes partes do país estavam em rebelião aberta.  O próprio partido no poder viveu rivalidades profundas e, em Setembro de 1979, o secretário-geral do Partido Democrático Popular do Afeganistão (PDPA), Nur Mohammad Taraki, foi assassinado sob as ordens do segundo em comando, Hafizullah Amin, o que azedou as relações com o União Soviética. Eventualmente, o governo soviético, sob o comando do secretário-geral Leonid Brezhnev, decidiu implantar o 40º Exército em 24 de dezembro de 1979.  Chegando à capital Cabul, eles organizaram um golpe,  matando o secretário-geral do PDPA, Amin, e instalando o leal soviético Babrak Karmal, de uma facção rival.  A implantação foi chamada de "invasão" (pela mídia ocidental e não-alinhada e pelos rebeldes) ou uma intervenção de apoio legítima (pela União Soviética e pelo governo afegão)   com base na Doutrina Brezhnev.
Em Janeiro de 1980, os ministros dos Negócios Estrangeiros de 34 países da Conferência Islâmica adotaram uma resolução exigindo “a retirada imediata, urgente e incondicional das tropas soviéticas” do Afeganistão.  A Assembleia Geral da ONU aprovou uma resolução protestando contra a intervenção soviética por uma votação de 104 (a favor) a 18 (contra), com 18 abstenções e 12 membros da Assembleia de 152 nações ausentes ou não participando da votação;   apenas os aliados soviéticos Angola, Alemanha Oriental e Vietnã, juntamente com a Índia, apoiaram a intervenção.  Os insurgentes afegãos começaram a receber enormes quantidades de ajuda e treino militar nos vizinhos Paquistão e China,  pagos principalmente pelos Estados Unidos e pelas monarquias árabes do Golfo Pérsico.         Conforme documentado pelo Arquivo de Segurança Nacional, "a Agência Central de Inteligência (CIA) desempenhou um papel significativo na afirmação da influência dos EUA no Afeganistão, financiando operações militares destinadas a frustrar a invasão soviética daquele país. A ação secreta da CIA trabalhou por meio dos serviços de inteligência paquistaneses para atingir os grupos rebeldes afegãos".  As tropas soviéticas ocuparam as cidades e as principais artérias de comunicação, enquanto os mujahideen travaram uma guerra de guerrilha em pequenos grupos que operavam em quase 80 por cento do país que estava fora do governo e do controle soviético, sendo quase exclusivamente a zona rural.  Os soviéticos usaram o seu poder aéreo para lidar duramente com os rebeldes e os civis, arrasando aldeias para negar refúgio seguro aos mujahideen, destruindo valas de irrigação vitais e colocando milhões de minas terrestres.    